# New York City Department of Parks and Recreation

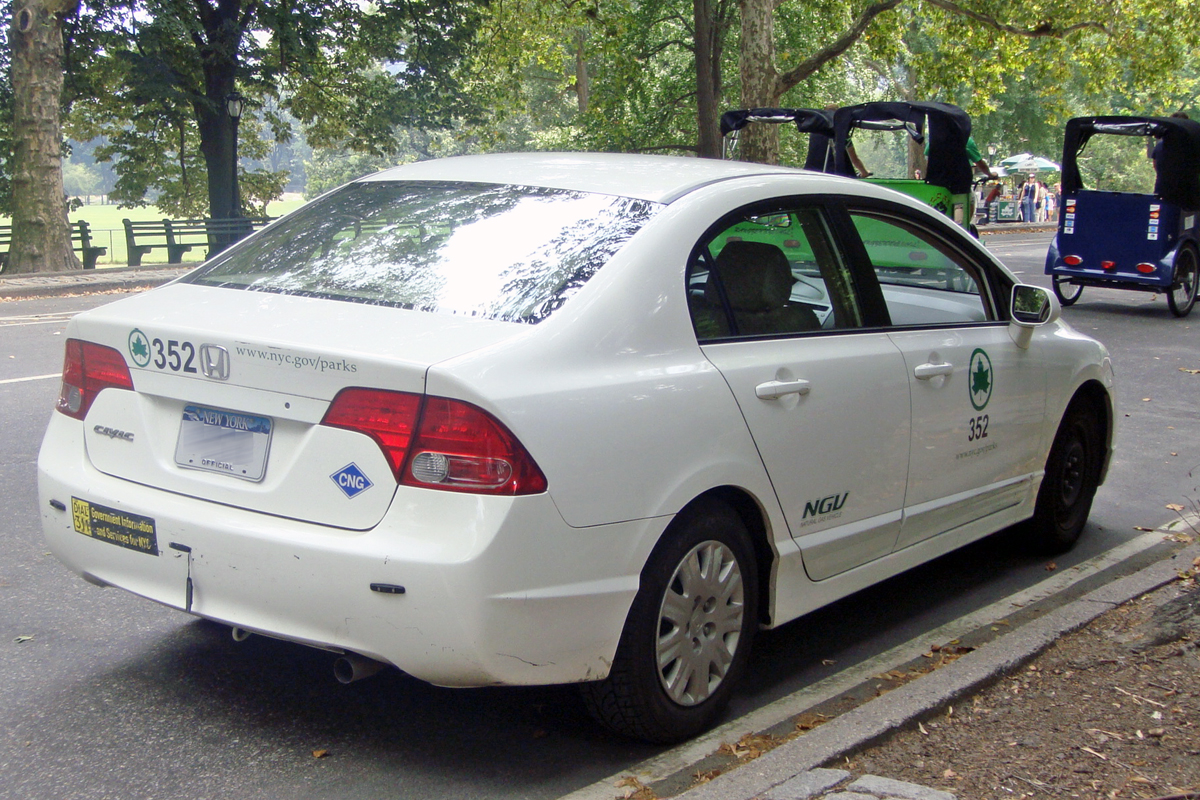
Dienstwagen von NYC Parks

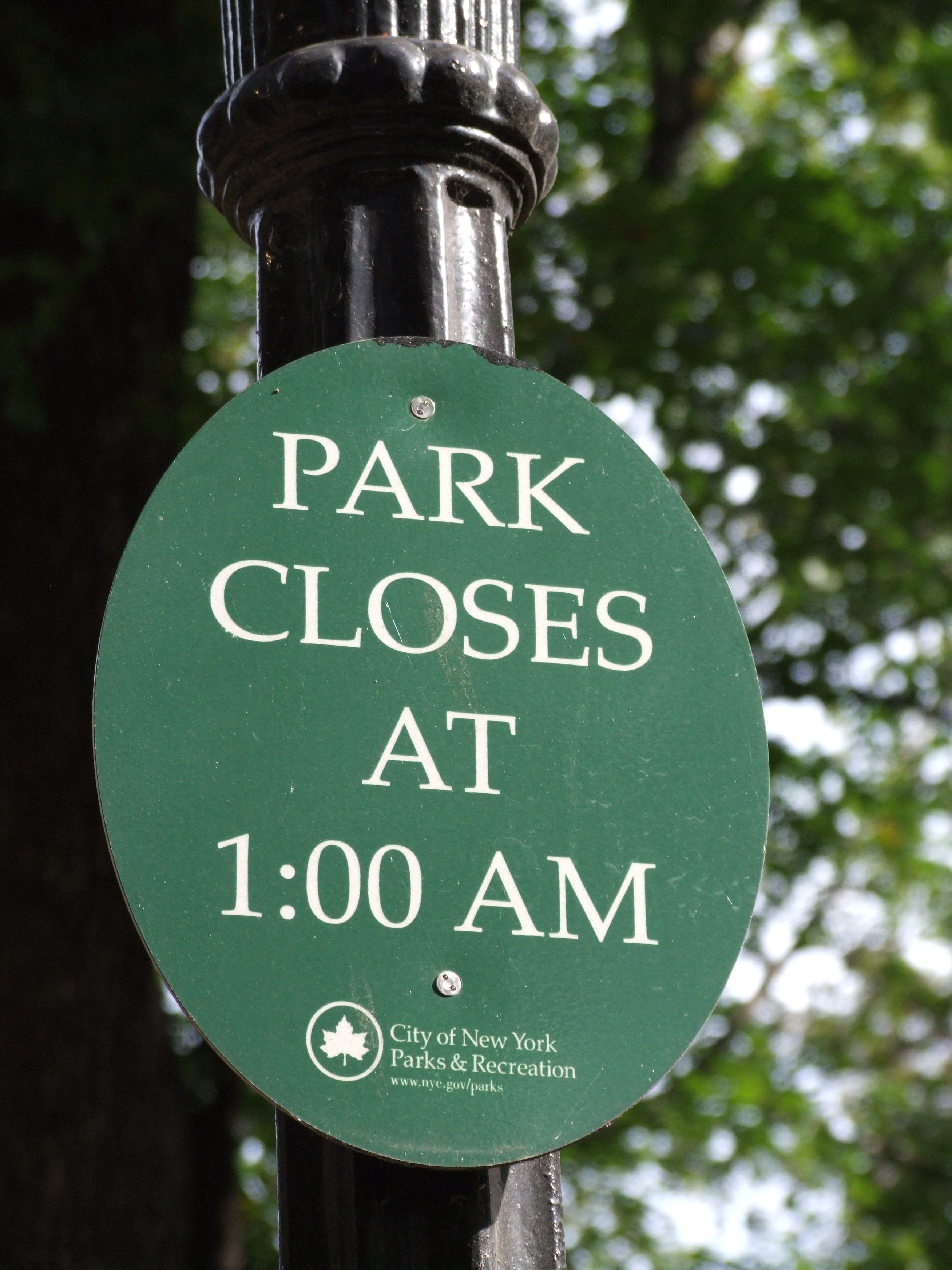
Öffnungszeiten-Schild im Central Park von NYC Parks

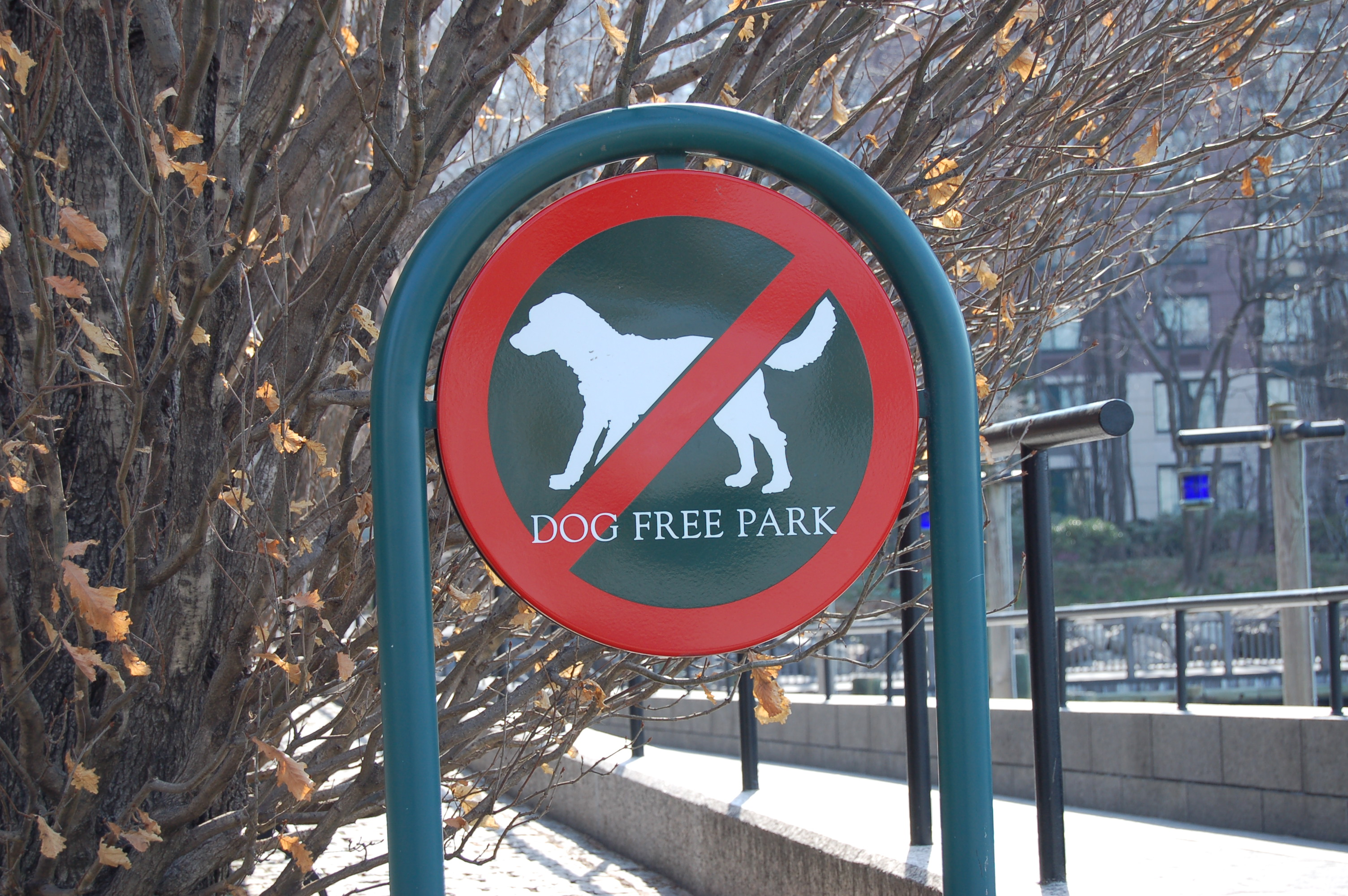
Dog Free Park-Schild in einem New Yorker Park

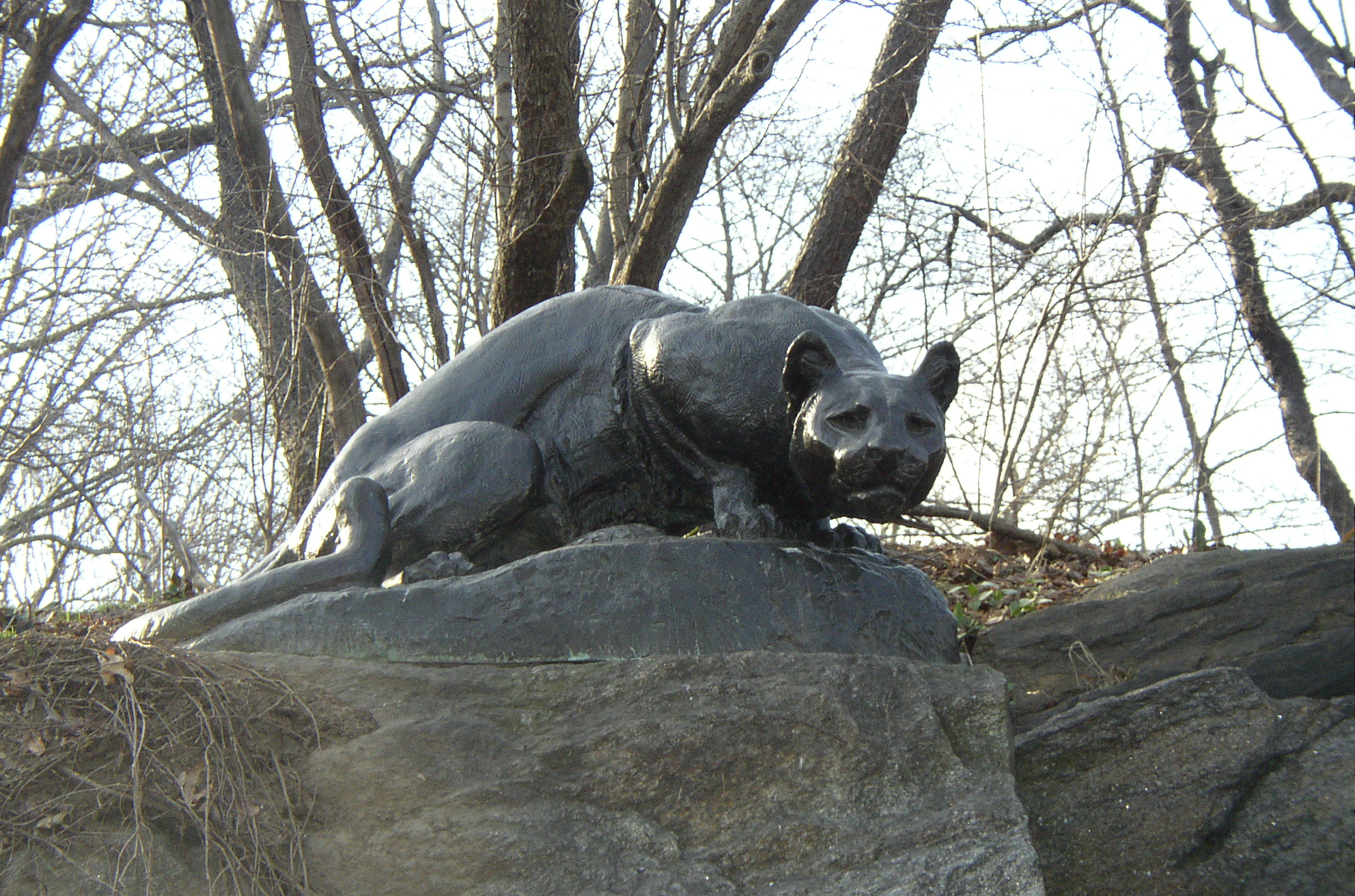
Skulptur im Central Park, eines der etwa 1.200 von NYC Parks betreuten Denkmäler

Das New York City Department of Parks and Recreation oder kurz NYC Parks ist eine Behörde der Stadtverwaltung New York City, die mit dem Unterhalt und der Pflege der öffentlichen Parks in der Stadt betraut ist. Die staatlichen Parks (State Parks) in der Stadt, wie beispielsweise der Gantry Plaza State Park werden vom New York State Office of Parks, Recreation and Historic Preservation verwaltet.

## Geschichte
Vor 1934 hatte jeder der fünf Stadtbezirke eine eigene Parkbehörde. Bürgermeister Fiorello LaGuardia beauftragte den Stadtplaner Robert Moses, diese zu einer einzigen Behörde zusammenzufassen. Dieses neue Department of Parks for New York City übernahm die Verwaltung der Einzelbehörden. Im Jahr 1938 wurde dem Department die Verantwortung für Strände und Bürgersteige in Coney Island, Rockaway Peninsula und South Beach vom Borough Presidents Offices übertragen. Das eigentliche New York City Department of Parks and Recreation wurde 1976 unter Bürgermeister Abraham D. Beame gegründet.

## Aufgaben
Die Behörde verwaltet etwa 5.000 Parks, Spielplätze, Fahrradwege und Grünflächen auf etwa 113 km², das entspricht ca. 14 Prozent des Stadtgebietes. Dazu gehören mehr als 800 Sportplätze, 550 Tennisplätze, 1.000 Spielplätze, 66 Badeanstalten, 48 Freizeiteinrichtungen, 17 Naturzentren, 13 Golfplätze und etwa 20 Kilometer öffentlicher Strand. Weiterhin kommen etwa 1200 Denkmäler, 23 Museen und 1.600.000 Bäume in der Stadt hinzu. Der größte von NYC Parks unterhaltene Park ist mit 11 km² der Pelham Bay Park in der Bronx. Auch die bekannten Parks der Stadt wie der Central Park, Prospect Park, Van Cortlandt Park, Flushing-Meadows-Park und der Staten Island Greenbelt werden von NYC Parks betreut (siehe auch Liste der Parks in New York City).

## Park Law Enforcement
Neben der Pflege ist NYC Park auch für die Sicherheit in den Parks zuständig. Dazu unterhält es die Parks Enforcement Patrol (PEP)-Einheit. Neben den normalen polizeilichen Aufgaben in den Parks gibt es spezialisierte Einheiten wie Berittene Einheiten, Einheiten in den Yachthäfen, Einheiten, die bei Großveranstaltungen für Sicherheit sorgen und Search-and-Rescue-Einheiten.

## Urban Park Rangers
Die Urban Park Rangers sind eine Gruppe Ranger, die in den Parks die Besucherbetreuung übernehmen. Sie führen Lehrgänge unter anderem an Schulen durch, unterstützen die Lehrer und organisierten Veranstaltungen wie Wochenendabenteuer (Weekend Adventures) und Abenteuerkurse (Adventure Course).

## Konzessionen
Für alle Gewerbetreibende in den Parks vergibt NYC Parks Konzessionen und überwacht diese. Im Jahr 2009 wurden etwa 500 Konzessionen für den Betrieb von Restaurants und Kiosken sowie für Erholung, was den Betrieb von Schlittschuhbahnen, Pferdeställen, Yachthäfen und Golf Plätze umfasst, vergeben und damit etwa 110 Millionen US-Dollar eingenommen.

## Allgemeines
Die generellen Öffnungszeiten der Parks sind von Sonnenaufgang bis 1 Uhr nachts, die Spielplätze sind zwischen 8 Uhr und Sonnenuntergang geöffnet.
Neben der Parkverwaltung organisiert NYC Parks viele öffentliche Veranstaltungen wie Konzerte und Kinopremieren und unterhält Fahrzeuge, die in den fünf Stadtteilen gratis Sportmaterial wie Bälle und Minigolfschläger verleihen.